# Acoustic HipHop Quintet
Albums de Hocus Pocus
Seconde Formule
(1998) 73 Touches
(2005)
Acoustic HipHop Quintet est un album du groupe Hocus Pocus, édité grâce à leur victoire au concours « MCM Session 2002 ».

## Liste des titres
1. Malade
2. V.I.P.
3. Coming Soon (interlude)
4. Camille
5. On and On (live version)
6. Bombastic Jazz Style (live version)
7. Keep it Movin'
8. Malade (live version)